# Rachispoda arnaudi
Rachispoda arnaudi är en tvåvingeart som beskrevs av Wheeler 1995. Rachispoda arnaudi ingår i släktet Rachispoda och familjen hoppflugor. Inga underarter finns listade i Catalogue of Life.